# أوسامو كوباياشي
أوسامو كوباياشي (باليابانية: 小林修) هو ممثل ياباني، ولد في 22 نوفمبر 1934 في اليابان، وتوفي بنفس المكان في 28 يونيو 2011.

## وصلات خارجية
- أوسامو كوباياشي على موقع IMDb (الإنجليزية)
- أوسامو كوباياشي على موقع قاعدة بيانات الفيلم (الإنجليزية)
- أوسامو كوباياشي على موقع ANN person (الإنجليزية)